# Baccano!
«Baccano!» (яп. バッカーノ！ Бакка:но!) — серия книг, выпущенная в Японии в виде «лайт-новел», авторства Рёго Нариты с иллюстрациями Кацуми Энами. В настоящее время издательством ASCII Media Works был опубликован 21 том. 
В 2007 году в Японии студия Brains Base выпустила аниме-адаптацию. По мотивам серии была создана игра для Nintendo DS. Серии, часто рассказываемые с разных точек зрения, в основном происходят в вымышленных Соединённых Штатах в разные периоды времени, особенно в эпоху запрета. Аниме-сериал фокусируется на разных людях, включая алхимиков, воров, головорезов, мафиози и каморристи, которые не связаны друг с другом. После того, как эликсир бессмертия воссоздан в 1930 году на Манхэттене, персонажи начинают пересекать пути, отправляя события, которые все больше и больше выходят из-под контроля. 
Первый роман был выпущен в феврале 2003 года под издательством ASCII Media Works (ранее MediaWorks) в журнале Dengeki Bunko, к настоящему времени выпущено 22 романа. Позже романы были адаптированы в аниме-сериал из шестнадцати эпизодов, снятый на студиях Brain's Base, совместно с Aniplex под руководством режиссёра Такахиро Омори. Первые тринадцать эпизодов были показаны на WOWOW с 26 июля 2007 года по 1 ноября 2007 года; последние три были выпущены прямо на DVD. Произведение также было адаптировано для двухтомной манги, приключенческой видеоигры для Nintendo DS и двух Drama CD. Дополнительный роман был выпущен с первым Drama CD, и два спин-офф романа были выпущены по частям с DVD-дисками и адаптацией аниме.

## Сюжет
На борту судна Advenna Avis в 1711 году группа алхимиков вызывают демона в надежде получить вечную жизнь. Демон дает им эликсир бессмертия и способ прекращения их существования (получившие дар могут «пожирать» друг друга) и дарит заклинателю Майза формулу эликсира. Майза и большинство алхимиков решают, что никто более не должен стать бессмертным. Только Шилард Куэйтс выступает против. На следующую ночь алхимики начинают исчезать, пожираемые Сцилардом. Осознав, что, держась вместе, они подвергаются угрозе, алхимики разбегаются по всему миру.
В Нью-Йорке в ноябре 1930 года, Сцилард, наконец, воссоздает эликсир только для того, чтобы он был украден молодым головорезом - Далласом Дженордом. Эликсир постоянно перемещается по городу из-за Далласа, троих мафиози (братьев Гандоров), двоих чудаковатых воров (Исаака и Мирии), Фиро Прочензо и семьи Мартило, почти никто из которых не понимает, что это такое. Сцилард делает Далласа неполным бессмертным (он по-прежнему стареет, но не может быть убит), чтобы получить эликсир. Однако, Гандоры, Фиро Прочензо, Мартило, и Исаак и Мирия случайно выпивают эликсир. Фиро влюбляется в дочь Сциларда, гомункула Эннис. После того, как она предает отца и рассказывает Фиро, как «сожрать» Сциларда, Фиро использует знания, полученные при «пожирании», чтобы спасти её от смерти. Гандоры закатывают Далласа в цемент и бросают на дно Гудзона, чтобы наказать его за убийство членов семьи Гандоров.
В конце 1931 года, Гандоры борются с семьей Рунората для управления одной и той же областью. В попытке разрешить ситуацию, Лак Гандор просит своего приемного брата Клэра Стэнфилда, легендарного убийцу, приехать в Нью-Йорк. Клэр соглашается и устраивается на трансконтинентальный поезд «Летящие Лапки» в качестве проводника. Поезд похищен одновременно бандами Руссо и Лемур, между которыми происходят схватки. Между тем Джакузи Сплот, Нис Холистоун и их банда пытаются защитить пассажиров и бороться с угонщиками, в то время как Клэр изображает Железного Обходчика, монстра, который ест пассажиров поездов, и убивает много членов обеих банд (Руссо и Лемур). Последние оставшиеся члены Лемуров, в конце концов, побеждены бандой Джакузи. Поезд прибывает в начале 1932 года.
Между тем, Ева Дженорд ищет своего брата, Далласа, говорит с Лаком Гандором, который все ещё злится из-за убийств учиненных Далласом. Однако, позже Лак тайно говорит Еве, где находится брат.

## Персонажи

### Семья Гандор
Семья Гандор — небольшая мафиозная семья, действующая в районе Маленькая Италия (англ. Little Italy), на Манхэттене. Семья находится под руководством братьев Гандор: Кит, Берга и Лак, известных своей жестокостью и боевым искусством. Известно так же, что их подчиненные прибегают к насилию при малейших разногласиях. Семья зарабатывает деньги незаконным распространением алкоголя, подпольными ставками и руководством несколькими казино. Штаб-квартира семьи находится в подвале маленького джазового ресторана. Поскольку Лак и его приёмный брат Клэр Станфилд в детстве подружились с Фиро Прочензо из семьи Мартило, обе семьи находятся в дружеских отношениях. Среди прочих членов семьи: Чик Джефферсон, Мария Балсерит и Никола Казетти. Влияние семьи Гандор равноценно семье Мартило, и работают они на примерно одинаковых по площади территориях.
- Кит Гандор (яп. キース・ガンドール Ки:су Гандо:ру)

Старший Кит выступает как главарь и защитник семьи. Он придерживается старых идеалов мафии и всегда требует торжества справедливости. Однако, Клэр считает, что из трех братьев, Кит — единственный, кто вправе быть мафиози. Кит всегда нахмурен и редко говорит. Женат на Кейт, которая была пианисткой для немых фильмов и стала безработной, когда немые фильмы впали в немилость. Однако, Кит наслаждался, слушая её игру. После того, как они познакомились, и она узнала о нём больше, она решила играть на пианино для него. Она — единственная, кто имеет право сказать ему больше, чем одно предложение, но лишь по случаю.
- Берга Гандор (яп. ベルガ・ガンドール Бэруга Гандо:ру)

Берга является вторым братом, ему поручено поддерживать террор в семье Гандор. Он выглядит, как идиот, но не стесняется делать свою работу. Если бы он был умнее, он мог бы контролировать Гандор сам, путём террора и насилия. Он самый сильный из трех братьев, неустойчив и легко раздражим. Берга женат на женщине по имени Кали.
- Лак Гандор (яп. (ラック・ガンドール Ракку Гандо:ру)

Лаку около двадцати, что делает его самым младшим из трех братьев. Несмотря на это, он обладает социальными и вычислительными навыками, редкими для своего возраста. Он присоединился к мафии лишь потому, что его отец и братья были мафиози, и он чувствовал, что тоже обязан им стать. Он с трудом приспосабливается к бессмертию и, из трех братьев, наименее подходит для жизни мафиози. Лак это осознает и действует беспощадно в попытке убедить себя в обратном. Он всегда говорит вежливо, при этом неважно, с кем он разговаривает. Он, кажется, всегда был спокоен и собран и всегда так же слабо улыбался, однако улыбка — это просто маска, Лак выглядит, как холодный и безжалостный человек. Хотя выражение его лица остается спокойным, он может сильно рассердиться и часто становится злее, чем его братья. Из-за бессмертия он потерял страсть к жизни и часто не испытывает никаких эмоций. Он утверждает, что после обретения бессмертия он полностью превратился в «рационального и добросердечного» человека. Когда он испытывает эмоции, его действия часто находятся под их контролем. Лак состоит в дружеских отношениях со многими из своих подчиненных и, когда четверо из них были убиты Далласом Дженордом, Лак крайне разозлился и признал, что, если бы он не контролировал себя, чтобы найти Далласа, он бы пошёл на убийство полиции и граждан, стоящих на его пути. Из-за этого, Лак просит своего старшего брата Берга, чтобы он ударил или убил его, если он пойдет на такие бесчинства.

### Семья Дженорд
- Даллас Дженорд (яп. ダラス・ジェノアード Дарасу Дженоадо)

Мелкий бандит и старший брат Евы Дженорд, которого она ценит превыше всего. После того, как Исаак и Мирия украли семейное состояние Дженордов, начинает серию грабежей, вместе со своими друзьями принимает участие в планах Сциларда. Он и его друзья стали частично бессмертны, что значит, что они по-прежнему стареют. Группа захвачена Гандорами и спущена в бочках с цементом на дно реки Гудзон, в качестве наказания за убийство членов семьи Гандор. Ева наняла экскаваторы, прочесывающие реку, чтобы найти Далласа.
- Ева Дженорд (яп. イブ・ジェノアード  Ибу Дженоадо )

Младшая сестра Далласа и член богатой семьи Дженорд. Несмотря на её спокойный характер и аристократическое воспитание, Ева не испытывает страха перед Нью-Йоркскими улицами, в поисках брата идет прямо против мафии. Она даже обещает отомстить, когда уверена, что он мертв. Хотя она идет на многое, чтобы найти его, она признается, что ей никогда не нравился брат из-за его характера. Она позволяет Исааку и Мирии украсть все свои деньги, надеясь, что семья перестанет драться из-за них. Она очень религиозна, часто молится в самых безнадежных ситуациях.

### Банда Джакузи Сплота
- Джакузи Сплот (яп. ジャグジー・スプロット Дзягудзи: Супуротто)

Чрезвычайно застенчивый и вежливый главарь банды вместе с Нис, которую он знает с детства. Его легко напугать, но он способен на исключительную храбрость и лидерские способности, когда ситуация требует этого. Он также известен тем, что очень доверяет другим людям, например, он подружился с Шейн Лафорет, ничего не зная о ней, что является причиной того, что он всегда в убытке, а также того, что он имеет так много верных друзей. Он часто заикается и не любит внимание. Несмотря на это, он имеет татуировку в виде большого меча на лице, которую он сделал, когда Нис была тяжело ранена в результате взрыва, так, чтобы они были похожи и она меньше стыдилась своих шрамов. Он утверждает, что всегда плачет, чтобы никаких слез не осталось, когда он должен быть смелым. Когда он осознает, что плачет, он говорит, что лишние слезы за Нис, так что она не должна плакать, если случится что-то плохое.
- Нис Холистоун (яп. ニース・ホーリーストーン Ни:су Хо:ри:суто:н)

Эксперт по взрывчатке, создающая бомбы высокого класса, но имеющая мягкий нрав. Она потеряла правый глаз и приобрела обширные рубцы по всему телу во время эксперимента с самодельной взрывчаткой, когда была маленькой, но все ещё носит бомбы, спрятанные под одежду для трудных ситуаций. Она и Джакузи — друзья детства и поцеловались в первый раз на борту «Летящих Лапок», несмотря на то, что встречались уже десять лет.

### Семья Мартило
Это очень маленькая семья, основанная в Маленькой Италии. Они полагаются на неофициальные банковские услуги, торговую и игровую прибыль. Одним из важнейших источников финансовой поддержки является их подпольный ресторан. Босс семьи Мартило принимает Фиро Прочензо в семью. Другими членами являются казначей Майза и секретарь Ронни. Ронни — воплощение демона, подарившего бессмертие алхимикам. Фиро дружен с Лаком Гандором и Клэром Стэнфилдом в семье Гандоров, две семьи дружат. Большинство членов семьи Мартило стали бессмертными в 1930 году, после ошибки с бутылкой эликсира бессмертия, принятой за праздничный алкоголь во время празднования продвижения Фиро внутри организации.
- Майза Аваро (яп. マイザー・アヴァーロ Майдза: Ава:ро)

Бухгалтер в семье Мартило и является одним из первоначальной группы бессмертных. Он — алхимик, вызвавший демона и потому в 1711 году только он один узнал формулу эликсира бессмертия. Он дал своему младшему брату половину формулы. Позже Сцилард пожирает брата, надеясь получить всю формулу. Дружен с Фиро Прочензо.
- Фиро Прочензо (яп. フィーロ・プロシェンツォ Фи:ро Пурошэнцо)

Один из самых молодых членов семьи Мартило. В 1930 году, он по ошибке выпивает эликсир бессмертия. В этом же году он влюбляется в Эннис и пожирает Сциларда, спасая её и новых бессмертных. Несмотря на то, что она изначально не ответила взаимностью на его чувства, в связи с её слаборазвитыми эмоциональными возможностями, они живут вместе, потом и женятся. По причине его дружбы с Лаком Гандором и Клэром Стэнфилдом, семьи Мартило и Гандор находятся в мире.
- Эннис (яп. エニス Энису)

Гомункул, созданный Сцилардом, при использовании его клеток и клеток похищенных женщин. Она является последним в группе гомункулов Сциларда и она — единственная созданная им женщина. Хотя она была «рождена» без какого-либо знания, в конце концов, она начинает испытывать эмоции. Хотя Эннис ненавидит Сциларда, она подчиняется каждому приказу, потому что он способен убить её силой мысли. Она предает Сциларда и дает Фиро Прочензо необходимые знания, чтобы уничтожить Сциларда. Она влюбляется в Фиро и выходит за него замуж.

### Исаак и Мирия
- Исаак Диан (яп. アイザック・ディアン Айдзакку Диан) и Мирия Харвент (яп. ミリア・ハーヴェント Мириа Ха:вэнто)

Пара веселых, эксцентричных воров-любителей. Забавляет эксцентричность их преступлений, таких как кража часов, чтобы украсть время или кража входа, чтобы никто не смог войти в здание. Они всегда одеваются в разные костюмы, когда идут на преступление. Мирия искренне верит и поддерживает все, что Исаак говорит и часто имитирует его движения и речь, хотя она часто не очень понимает, что он говорит. Любят людей и верят во всё лучшее в них. Становятся бессмертными в 1930 году, после того, как приняли эликсир бессмертия за бутылку спиртного. Они не осознавали, что они были бессмертны до 2001 года, когда внезапно обнаружили, что не состарились.

### Семья Руссо
- Лад Руссо (яп. ラッド・ルッソ Радо Руссо) и Луа Клейн (яп. ルーア・クライン Руа Курэйн)

Лад — садист, убийца-мафиози. Он возбуждается при мысли о насилии так сильно, что танцует в крови павших союзников. Он исключительно опытен в использовании оружия и в рукопашном бою, особенно боксе. Лад сильно влюблен в Луа и выражает это через обещание убить её, медленно, после того, как убьет всех остальных. Луа полностью посвятила свою жизнь Ладу и даже получает удовольствие от его обещания убить её. Хотя может казаться, что Лад убивает без разбора, он имеет предпочтение: любит убивать тех, кто думает, что они не могут умереть и чувствуют себя в безопасности или просто тех, кто не знает своего места в мире. Его главная цель после встречи с Шейн — убить Хью Лафорета.

### Другие
- Клэр Стэнфилд (яп. (クレア・スタンフィールド Курэа Сутанфи:рудо)

Клэр Стэнфилд, или «Ви́но» (от ит. «vino»: вино) — известный наёмный убийца, расправляющийся со своими жертвами особо зверским способом, после чего трупы выглядят словно они вымочены в красном вине, откуда и взялось его прозвище. В детстве Клэр жил по соседству с семьей Гандор и подружился с братьями. После смерти родителей Клэра, отец Гандор взял его в семью. Лак, Берга и Кит считают его своим четвёртым братом. Позже, Клэр присоединяется к цирку, где благодаря своим усилиям и способностям добивается невиданного мастерства пластики и силы. Эти навыки пригодились ему когда он становится наёмным убийцей. У него своя мораль и действует он в соответствии со своим собственным чувством справедливости: чтобы защитить пассажиров поезда, он прикидывается чудовищем и нападает на террористов и клан Ладда Руссо, но не трогает Рейчел и достаточно безобидный клан Джакузи Сплота. Подслушав как Чеслав Мейер просит Ладда Руссо убить всех пассажиров в вагоне ресторане, он нападает на него и несколько раз убивает.
- Шейн Лафорет (яп. シャーネ・ラフォレット Шейн Рафоретто)

Дочь Хью Лафорета и хороший боец на ножах. Она присоединяется к последователям её отца, Лемурам, в угоне «Летящих Лапок», несмотря на то, что не одобряла это. Она общается с Хью телепатически, нема. Она верит, что её отец — единственный человек, который когда-либо любил её и так предана ему, что, когда отец передал ей свой секрет, она попросила его взять её голос, чтобы никогда не предать его. После, Клэр Стэнфилд предлагает ей свою любовь на борту «Летящих Лапок», она говорит ему, что будет ждать его вечно на Манхэттене, намереваясь убить его. Шейн не знает, как интерпретировать доброту, что она получает от Джакузи Сплота и его банды. Время, которое она проводит с Джакузи и Клэром сделали её более открытым и простым человеком, и её мир расширился, перестал включать только её и Хью. В конце концов, она влюбляется в Клэра, выходит за него замуж.
- Чеслав Мейер (яп. チェスワフ・メイエル Чесуафу Меиеру)

Маленький мальчик, обретший бессмертие на борту Advenna Avis в 1711 году. После того, как он и его опекун Фермет обрели бессмертие, Фермет долгое время подвергал Чеслава пыткам, говоря, что так проверяет возможности бессмертия. Чеслав поглощает Фермета, чтобы прекратить страдания. Однако, в этот момент он понимает, что нет никакой «любви», и что другие бессмертные в конечном итоге придут, чтобы сожрать его. Он становится параноиком и не доверяет никому. Он мало заботится о жизни других людей, даже просит убить всех людей в вагоне, чтобы он смог найти бессмертного среди них. В 1931 году, после того как был прощен Майза, он останавливается и живёт с Эннис, как её маленький брат.
- Сциллард Квотес (яп. (セラード・クェーツ Серадо Кветсу)

Алхимик, который стал бессмертным в 1711 году на борту Advenna Avis и описывается как самый злой алхимик на корабле. Он не согласен с решением большинства сохранить эликсир бессмертия для себя и убивает многих из первых бессмертных. Он поглощает брата Майза в надежде получить формулу эликсира. Сцилард использует неполную формулу, чтобы создать эликсир, дающий частичное бессмертие, это означает, что получатель по-прежнему будет стареть. Он также создает несколько гомункулов из его собственных клеток, последней из которых является девушка Эннис. Хотя он имеет тело старика, он исключительно быстр, силен и способен победить большинство противников в борьбе.

## Производство
Рёго Нарита хотел написать рассказ во время Запрета и выбрал роман в качестве средства массовой информации, потому что не многие из них имели такую обстановку. Он полагал, что этот выбор лучше привлечет интерес судей ASCII Media Works. Нарита не начал работу над вторым романом в течение шести месяцев после публикации The Rolling Bootlegs, потому что его главный редактор просил его ничего не писать, пока он не окончил университет. После его окончания ему было предложено опубликовать свою следующую книгу в августе, и он представил свои рукописи в конце апреля, немного отставая от первоначальных сроков. Он написал более 400 страниц, сделав цену более 700 иен, что является высокой ценой для романа, написанного новичком. Это беспокоило Нариту, потому что вряд ли кто-нибудь купит роман. В результате он и его главный редактор решили, что роман будет выпущен в двух частях. Однако Нарита все ещё беспокоилась о публикации такого длинного романа. Чтобы мотивировать себя писать больше, он часто ссылался на диалог, который он написал для Лэдда Руссо. Как и в первом романе, сюжет изменился из-за «движений» персонажей, прежде всего Клэр Стэнфилд. Нарита отметил, что все Лемуры и Руссо, за исключением персонажа по имени Нейдер, изначально планировалось умереть, но присутствие Клэр в романе оставило эту концепцию «в руинах». Кроме того, Чейн Лафоре, которого автор не очень любил, также должен был умереть, но со временем Нарита привязалась к ней и изменила её судьбу. При создании произведения арт-директор Ито Сатоси и другие сотрудники исследовали Манхэттен и окрестности, чтобы точно изобразить местность. Они посетили район Адская кухня, Чайнатаун, Маленькую Италию, Центральный вокзал Нью-Йорка и различные места в Бруклине и вдоль Ист-Ривер, многие из которых используются как фон, для событий в Баккано!. Сотрудники также посетили Национальный исторический музей паровозов, чтобы воссоздать точные модели паровозов.
Тайлер Уолкер, директор ADR (Automated dialogue replacement) английского дубляжа сериала, проводил прослушивания в течение шести дней, в течение которых около 140 человек пришли на восемнадцать основных ролей. Уокер заявляет, что это, вероятно, самый длинный процесс кастинга, который провел Funimation. Уокер хотел найти актёров, которые могли бы обеспечить диалект и акценты различных периодов времени и мест, особенно при подборе персонажей с тяжелыми европейскими акцентами. Чтобы подготовиться к написанию сценария, Уокер посмотрел различные фильмы с участием гангстеров. Он попытался взять то, что мог, у Неприкасаемых, особенно в роли Роберта Де Ниро, изображавшего Аль Капоне. Уокер смотрел фильмы, созданные и снятые в 1930-х годах, включая, помимо прочего, «Враг публики», «Маленький Цезарь», «Однажды в Америке», «Перекрёсток Миллера» и различные фильмы с участием Джеймса Кэгни в главной роли, потому что он верил, что они дадут ему более правдоподобное представление о том, как люди эпохи звучали и говорили. Он хотел уловить жаргон и ритм. Потому что Баккано! это «стилизованный гангстерский фильм», и из-за характера аниме он сделал диалог более цветочным и языковым, чем это было бы на самом деле.

## СМИ

### Ранобэ
Баккано! Ранобэ написанный Рёхго Нарита и иллюстрированы Кацуми Энами. Первый роман был выпущен в феврале 2003 года под издательством ASCII Media Works в журнале «Dengeki Bunko», и по состоянию на 3 марта 2013 года было выпущено двадцать романов. Кроме того, один роман сопровождал первый Drama CD, выпущенный 31 марта 2006 года, и два спин-офф романа были выпущены по частям с DVD-дисками и адаптацией аниме, выпущенными с 24 октября 2007 года по 28 мая 2008 года. Издательство Daewon C.I. лицензировала мангу в Южной Корее и выпускает романы под NT Novels. Выпуск на Тайване и в Гонконге на китайском языке публикуется тайваньским отделением Kadokawa Media. На Anime Expo 2015 года было объявлено, что Американское издательство Yen Press начала публиковать романы Baccano! на английском языке в 2016 году. Английское издание первого тома The Rolling Bootlegs было опубликовано в мае 2016 года. Первая новелла была выпущена в феврале 2003 года Dengeki Bunko под брендом ASCII Media Works'.

### Drama CD
Серия ранобэ была адаптирована под Drama CD. Первая глава, озаглавленна как «Местная глава 1931» ・ «Экспресс-глава» (編 行 編 ・ 特急 編 Donkōhen ・ Tokkyühen) The Grand Punk Railroad, была выпущена 31 марта 2006 года компанией MediaWorks. Названный в честь второго и третьего романа, компакт-диск рассказывает о событиях, происходящих на борту поезда Flying Pussyfoot.

### Манга
Адаптация манги под названием Баккано! 1931 «Baccano! 1931 The Grand Punk Railroad» была написана Наритой и проиллюстрирована Джинью Сидзин. Была опубликована издательством MediaWorks в журнале Dengeki Comic Gao! с 27 декабря 2006 года по 27 февраля 2008 года, был издан в двух томах, выпущенных 27 июля 2007 года и 26 апреля 2008 года. Главы сосредоточены вокруг угона поезда Flying Pussyfoot. Издание на китайском языке публикуется тайваньским отделением Kadokawa Media. Вторая адаптация, написанная Синтой Фудзимото и опубликованная издательством Square Enix в журнале Young Gangan, была опубликована 16 октября 2015 года. Произведение лицензировалось в США издательством Yen Press, которая публикует главы одновременно с Японией. Манга закончилась 6 января 2017 года.

### Видеоигра
28 февраля 2008 года, компания MediaWorks выпустила приключенческую игру под названием Baccano !, для Nintendo DS. Основанная на двух новеллах Grand Punk Railroad, игра рассказывает о событиях на борту Flying Pussyfoot с разных точек зрения. Цель игрока - помочь пассажирам безопасно прибыть в Нью-Йорк, выбрав правильный выбор. Игра может завершиться одним из пятидесяти сценариев, в зависимости от решений игрока.

### Аниме
Производством занимались студии Brain's Base, Aniplex и Movic, под контролем режиссёра Омори Такахиро, по сценарию Такаги Нобору, а за дизайн персонажей отвечал Кисида Такахиро, за музыкальные партии отвечали Ёсимори Макото, Кадзиура Юки, Paradise Lunch. Эпизоды описывают события с 1930 по 1932 годы нелинейным образом, включая воссоздание эликсира бессмертия, угон Летающей киски, охоту Евы на её брата и бандитскую войну между Гандором и Руноратами. Funimation приобрела права на экранизацию для трансляции и показа на сервисе FunimationNow в англоязычных регионах и на AnimeLab в Австралии и Новой Зеландии. Премьера первых двух серий аниме от лицензиата Funimation на YouTube состоялась в Великобритании, Ирландии, Австралии и Новой Зеландии 8 декабря 2019 года. Первые тринадцать эпизодов транслировались в Японии с 26 июля 2007 года по 1 ноября 2007 года на латном японском телеканале WOWOW, а последние три были выпущены непосредственно на DVD. Также сериал дебютировал на североамериканском телевидении, когда он начал выходить в эфир на канале Funimation Channel 6 сентября 2010 года. Aniplex выпустили восемь DVD-сборников, каждый из которых содержал два эпизода, первый из которых был выпущен 24 октября 2007 года, а восьмой - 28 мая 2008 года. A complete DVD collection boxset was released December 29, 2009, and re-released on December 28, 2010 as part of a lower-priced Viridian Collection. Он комментирует, что из-за того, что персонажей много, и большинство из них - пожилые люди, с типом персонажа, с которым он не часто работает, было сложно выбрать голосовых актёров и познакомить их с их персонажами. Он попросил у многих режиссёров и актёров рекомендации и в основном стремился сыграть новичков, как он чувствовал, Баккано! предоставил ему шанс открыть для себя новые таланты. Baccano! limited edition, был выпущен 26 января 2011 года компанией Aniplex. 21 июля 2008 года Funimation объявила, что она лицензировала Baccano! для североамериканского релиза. Были выпущены четыре сборника DVD, первый из которых 27 января 2009 года, а четвёртый 16 июня 2009 года. Полный набор для сбора DVD был выпущен 29 декабря 2009 года и переиздан 28 декабря 2010 года в рамках оцененная коллекция Viridian. 17 мая 2011 года был выпущен ограниченный тираж. Весь сериал с дублированием на английском языке транслировался через Hulu в октябре 2009 года, а эпизоды с субтитрами на английском языке продолжали транслироваться. Сама Funimation транслировала версию эпизодов с субтитрами и дубляжем через свой веб-сайт.

#### Список эпизодов
| №  | Название | Дата оригинального показа |
| -- | --- | ------------------------- |
| 01 | Заместитель директора не выдвигает свою кандидатуру на место главного действующего лица (副社長は自身が主役である可能性について語らない) | 27.07.2007                |
| 02 | Невзирая на пророчество пожилой женщины, «Крадущийся тигр» отправляется (老婦人の不安をよそに大陸横断鉄道は出発する)                     | 03.08.2007                |
| 03 | Ренди и Пеззо очень заняты приготовлениями к вечеринке (ランディとペッチョはパーティの準備で忙しい)                                      | 10.08.2007                |
| 04 | Лад Руссо — язык без костей, кулак без жалости (ラッド・ルッソは大いに語り大いに殺戮を楽しむ)                                            | 17.08.2007                |
| 05 | Джакуззи Сплот плачет и боится, но демонстрирует невиданную храбрость (ジャグジー・スプロットは泣いて怯えて蛮勇を奮う)                   | 24.08.2007                |
| 06 | Чёрный железнодорожник продолжает тайно убивать людей в поезде (レイルトレーサーは車内を暗躍し虐殺をくりかえす)                          | 14.09.2007                |
| 07 | Всё начинается на борту судна Адвенна Авис (すべてはアドウェナ・アウィス号の船上からはじまる)                                            | 21.09.2007                |
| 08 | Айзек и Мария излучают ауру счастья, не ведая об этом (アイザックとミリアは我知らず周囲に幸福をまきちらす)                               | 28.09.2007                |
| 09 | Клэр Стэнфилд ревностно выполняет свои обязанности (クレア・スタンフィールドは忠実に職務を遂行する)                                      | 05.10.2007                |
| 10 | Чеслав Мейер боится тени бессмертного и обеспокоен его замыслами (チェスワフ・メイエルは不死者の影に怯え策略をめぐらす)                  | 12.10.2007                |
| 11 | Шейн Лафорет безмолвна перед двумя загадочными мужчинами (シャーネ・ラフォレットは二人の怪人を前に沈黙する)                              | 19.10.2007                |
| 12 | Фиро и братья Гандор познали вкус раскалённого свинца (フィーロとガンドール三兄弟は凶弾に倒れる)                                         | 26.10.2007                |
| 13 | Бессмертные и не очень живут полной жизнью (不死者もそうでない者もひとしなみに人生を謳歌する)                                            | 02.11.2007                |
| 14 | Грэхэм Спектор. Мир да любовь. (グラハム・スペクターの愛と平和)                                                                          | 27.02.2008                |
| 15 | Юные нарушители возвращаются. Те же улицы. Та же банда. (高級住宅街に辿り着いた不良少年たちはそれでもいつもと変わらない)                 | 23.04.2008                |
| 16 | …и Кэрол поняла, что у истории нет конца (物語に終わりがあってはならないことを キャロルは悟った)                                         | 28.05.2008                |

## Критика
При просмотре первого романа Габриэлла Экенс из Anime News Network сказала: «Проза в Баккано! Очень резкая, быстро движется, уделяя большое внимание диалогу и действию». Она также похвалила его, сказав: «Взрыв от момента к моменту».  Аниме-адаптация Baccano! получила положительные отзывы. Несколько критиков с различных веб-сайтов похвалили сериал за сюжет, персонажей, анимацию, музыкальное сопровождение и озвучку, особенно английскую дублированную версию. Например, THEM Anime Reviews дали всему сериалу оценку 5 из 5 звезд, а рецензент Брэдли Мик заявил, что сериал был «интересным», он также похвалил сериал за его анимацию, которая выглядела везде великолепно.

## Примечание
1. ↑  Baccano! Vol. 1. Madman Entertainment. Дата обращения: 30 декабря 2018. Архивировано из оригинала 8 октября 2009 года.
2. ↑  Funimation's Baccano! License to Expire in February. Anime News Network (26 января 2016). Дата обращения: 26 января 2016. Архивировано 27 января 2016 года.
3. ↑  Official Baccano! site - Staff&Cast (яп.). baccano.jp. Дата обращения: 14 сентября 2009. Архивировано 19 июля 2013 года.
4. ↑  FUNimation Raises a 'Ruckus'. ICv2.com (21 июля 2008). Дата обращения: 20 сентября 2009. Архивировано 19 июля 2013 года.
5. 1 2  Beveridge, Chris. FUNimation Acquires Baccano. Mania Entertainment (21 июля 2008). Дата обращения: 14 сентября 2009. Архивировано 23 января 2015 года.
6. ↑  第9回 電撃ゲーム3大賞 (яп.). ASCII Media Works. Дата обращения: 14 октября 2009. Архивировано из оригинала 18 февраля 2009 года.
7. ↑  バッカーノ!―The Rolling Bootlegs (電撃文庫): 成田 良悟: 本 (яп.). Amazon.com. Дата обращения: 14 октября 2009. Архивировано 27 января 2016 года.
8. ↑  Official Baccano! site - Media CD (яп.). baccano.jp. Дата обращения: 22 декабря 2009. Архивировано 19 июля 2013 года.
9. ↑  Ryohgo Narita's Baccano! Light Novels Inspire New Manga This Year. Anime News Network (9 августа 2015). Дата обращения: 9 августа 2015. Архивировано 10 августа 2015 года.
10. ↑  Yen Press to Publish Baccano!, Jun Mochizuki's Memoir of Vanitas Manga Simultaneously With Japan. Anime News Network (3 декабря 2015). Дата обращения: 4 декабря 2015. Архивировано 4 декабря 2015 года.
11. ↑  Shinta Fujimoto's Baccano! Manga Ends on January 6. Anime News Network (23 декабря 2016). Дата обращения: 24 декабря 2016. Архивировано 24 декабря 2016 года.
12. ↑  Introduction イントロダクション (яп.). ASCII Media Works. Дата обращения: 22 декабря 2009. Архивировано из оригинала 29 января 2010 года.
13. ↑  System ゲームシステム (яп.). ASCII Media Works. Дата обращения: 22 декабря 2009. Архивировано из оригинала 5 января 2010 года.
14. ↑  Rojas, Justin. Baccano Hits Hulu! Funimation (1 октября 2009). Дата обращения: 26 февраля 2010. Архивировано 4 октября 2009 года.
15. ↑  Rojas, Justin. More Streaming Madness!! Funimation (10 августа 2009). Дата обращения: 26 февраля 2010. Архивировано 13 августа 2009 года.
16. ↑  Rojas, Justin. New Streaming Videos. Funimation (24 февраля 2010). Дата обращения: 26 февраля 2010. Архивировано из оригинала 26 февраля 2010 года.
17. ↑  Funimation Channel Schedule: Mon 6 Sep 2010-Sun 12 Sep 2010. Funimation. Дата обращения: 13 сентября 2010. Архивировано из оригинала 27 октября 2014 года.
18. ↑  Baccano! Volume 4. Amazon.com.
19. ↑  Baccano! Volume 1. Amazon.com.
20. ↑  Baccano! The Complete Series Box Set. Amazon.com. Дата обращения: 27 июня 2011.
21. ↑  Baccano! DVD Complete Series (Hyb) - Viridian Collection. The Right Stuf International. Дата обращения: 27 июня 2011. Архивировано из оригинала 22 февраля 2014 года.
22. ↑  Baccano! Collection. Madman Entertainment. Дата обращения: 26 февраля 2010. Архивировано 27 сентября 2012 года.